# Johann Wilhelm Friso (Nassau-Dietz)

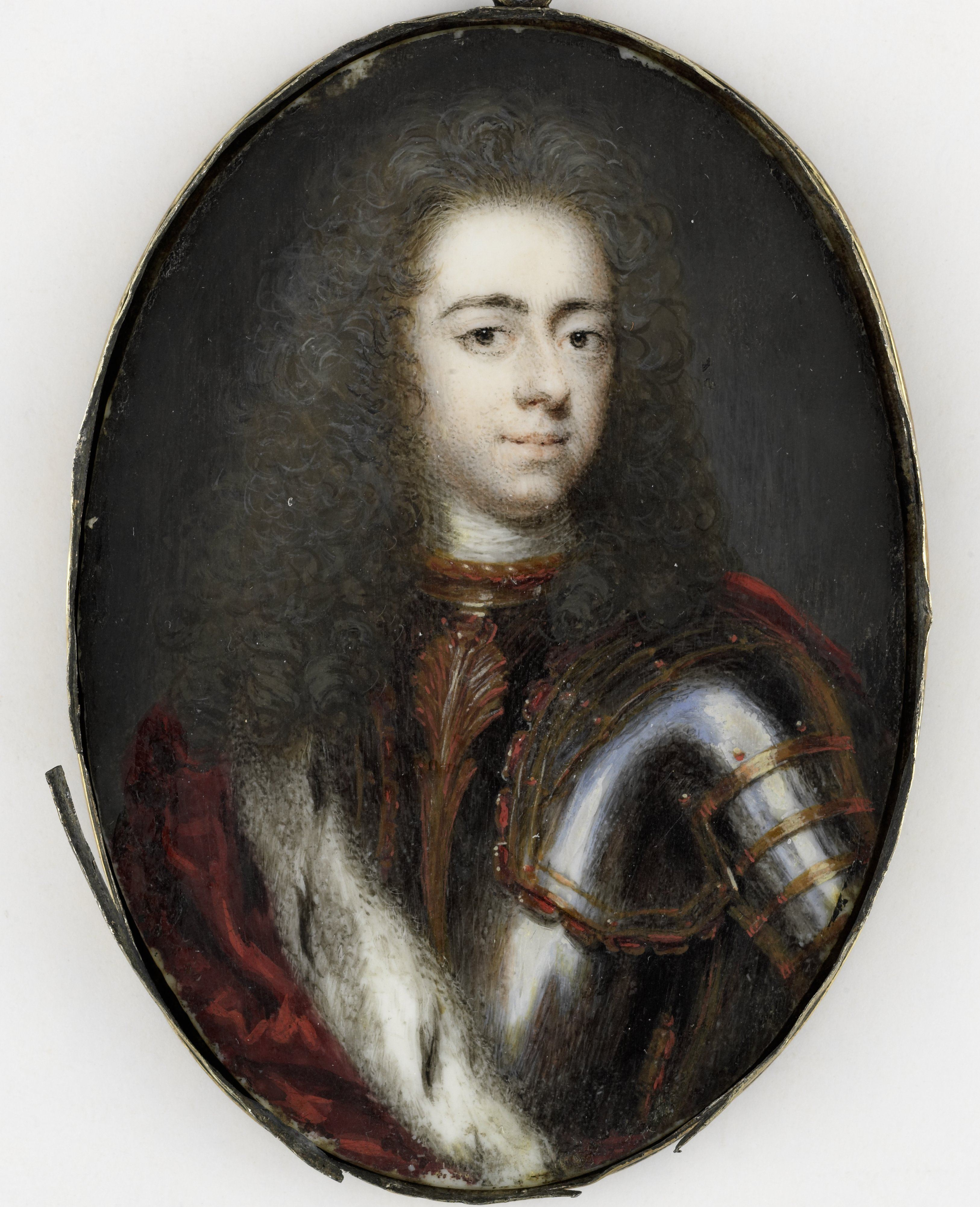
Johann Wilhelm Friso von Nassau-Dietz

Johann Wilhelm Friso (* 4. August 1687 in Dessau; † 14. Juli 1711 bei Moerdijk) war nomineller Fürst von Oranien und regierender Fürst von Nassau-Dietz sowie von 1696 bis 1711 Statthalter der Provinzen Drenthe, Friesland und Groningen. Er ist der Stammvater der jüngeren Linie Oranien-Nassau (aus dem Zweig Nassau-Dietz), von der das heutige Niederländische Königshaus abstammt (siehe: Stammliste des Hauses Nassau).

## Leben
Johann Wilhelm Friso, Sohn des Fürsten Heinrich Kasimir von Nassau-Dietz (1657–1696) und der Prinzessin Henriette Amalie von Anhalt-Dessau (1666–1726), folgte dem Vater im Alter von neun Jahren als Erbstatthalter in Friesland, Groningen und Drenthe sowie Fürst von Nassau-Dietz, Graf von Katzenelnbogen, Vianden und Spiegelberg unter mütterlicher Vormundschaft nach. Das von seiner Großtante Albertine Agnes von Oranien-Nassau erbaute Palais Oranjewoud erbte zunächst seine Mutter, dann er.
Sein entfernter Onkel, der 1695 verwitwete, kinderlose englisch-schottische König und niederländische Statthalter Wilhelm III. von Oranien, letzter männlicher Nachkomme der Linie Oranien-Nassau, setzte ihn als Universalerben ein, wobei ihm das Fürstentum Oranien, die Markgrafschaften Veere und Vlissingen, die Grafschaften Büren und Leerdam sowie die Herrschaft Breda zufallen sollten. Nach Wilhelms Tod 1702 erhoben gegen den 15-jährigen aber auch Friedrich I., der erste König in Preußen, und Fürst Wilhelm Hyacinth von Nassau-Siegen Ansprüche auf das Erbe und Ludwig XIV. besetzte umgehend das Fürstentum Oranien und zog es als vermeintlich erledigtes französisches Lehen ein.
Johann Wilhelm Friso war seit 1707 Generalkapitän von Friesland und wurde ein Jahr später Statthalter von Groningen. Seit 1704 General der Infanterie, nahm er im Spanischen Erbfolgekrieg an den Schlachten bei Oudenaarde, Malplaquet und Douai teil. Am 26. April 1709 schloss Johann Wilhelm Friso die Ehe mit Landgräfin Marie Luise von Hessen-Kassel (1688–1765), Tochter des Landgrafen Karl von Hessen-Kassel.
Im Juli 1711 verließ er den Kriegsschauplatz in den Südlichen Niederlanden um nach Den Haag zu reisen. Dort sollten Gespräche bezüglich des noch immer nicht geregelten Erbes Wilhelms III. stattfinden. Beim Überqueren des Hollands Diep am 14. Juli kenterte sein Fährboot vor Strijensas, und der 23-jährige ertrank. Am 22. Juli wurde sein Leichnam von einem Schiffer geborgen. Sieben Monate später wurde Johann Wilhelm Friso in der Grote of Jacobijnerkerk in Leeuwarden bestattet. Gut einen Monat später gebar seine Witwe Marie Luise den Nachfolger Wilhelm Carl Heinrich Friso. Bis zu dessen 20. Geburtstag übernahm sie die Regentschaft.
Erst der Friede von Utrecht 1713 schuf eine Regelung: Das Fürstentum Oranien schied nun auch offiziell aus dem Heiligen Römischen Reich aus und fiel an Frankreich; der rein formelle, ansonsten rechtlose Titel Prinz von Oranien wurde Johann Wilhelm Frisos Sohn Wilhelm zuerkannt. Preußen erhielt das Oberquartier des Herzogtums Geldern, auch das Privatvermögen der Oranier fiel zum Großteil an den preußischen König, denn Friedrich I. war ein direkter Abkömmling der erloschenen Oranier-Linie, da seine Mutter, Luise Henriette von Oranien, und auch seine Großmutter väterlicherseits, Elisabeth Charlotte von der Pfalz, Enkelinnen des Dynastie-Gründers Wilhelms I. von Oranien gewesen waren. Der nächste preußische König, Friedrich Wilhelm I., der Soldatenkönig, verkaufte aber 1732 unter anderem die Oranier-Schlösser Huis ten Bosch in Den Haag und Het Loo an Wilhelm IV. 1747 wurde dieser dann auch zum Statthalter der Republik der Sieben Vereinigten Provinzen gewählt, was er bis zu seinem Tode 1751 blieb.

## Nachkommen

Wappen Johann Wilhelm Frisos als Fürst von Oranien

Aus der Ehe mit Marie Luise gingen zwei Kinder hervor:
- Anna Charlotte Amalie von Nassau-Dietz-Oranien (* 1710; † 1777), ⚭ 1727 Erbprinz Friedrich von Baden-Durlach (1703–1732)
- Wilhelm IV. (* 1711; † 1751), ⚭ 1734 Prinzessin Anna von Großbritannien (1709–1759)

## Weblink
- Nassau-Diez, Johann Wilhelm Friso Fürst von. Hessische Biografie. (Stand: 4. August 2024). In: Landesgeschichtliches Informationssystem Hessen (LAGIS).